# كارل هيرستون
كارل هيرستون (بالإنجليزية: Carl Hairston)‏ هو لاعب كرة قدم أمريكية أمريكي، ولد في 15 ديسمبر 1952 في مارتينسفيل في الولايات المتحدة.

## وصلات خارجية
- كارل هيرستون على موقع مرجع كرة القدم المحترفة.كوم (الإنجليزية)